# جوليوس سكاليجر
جوليو سيزار ديلا سكالا (21 أكتوبر 1558 23 أبريل 1484)
هل يوجد فعلا عالم بهذا الاسم؟

## سيرة
كان الباحث والطبيب الإيطالي الذي قضى جزءا كبيرا من حياته المهنية في فرنسا، وقد استخدم التقنيات والاكتشافات من النهضة الإنسانية للدفاع عن الأرسطية ضد التعلم الجديدة.
على الرغم من سلوكه المتعجرف والمثيرة للجدل، الا ان له سمعة عالية المعاصرة، والحكم له تميز بذلك عن طريق التعلم والمواهب التي، وفقا لجاك دي أنت أغسطس، فإن أيا من القدماء يمكن أن توضع فوقه له، والعصر الذي عاش لا يمكن أن تظهر له على قدم المساواة.

## روابط خارجية
- جوليوس سكاليجر على موقع الموسوعة البريطانية (الإنجليزية)